# 199261 Cassandralejoly
199261 Cassandralejoly è un asteroide della fascia principale. Scoperto nel 2006, presenta un'orbita caratterizzata da un semiasse maggiore pari a 2,6880055 au e da un'eccentricità di 0,0541320, inclinata di 9,48183° rispetto all'eclittica.